# Heliotrygon rosai
Heliotrygon rosai is een vissensoort uit de familie van de zoetwaterroggen (Potamotrygonidae). De wetenschappelijke naam van de soort is voor het eerst geldig gepubliceerd in 2011 door Carvalho & Lovejoy.